# Wysoka Świstowa Turnia
Wysoka Świstowa Turnia (słow. Malá Svišťová veža) – trójwierzchołkowa turnia znajdująca się w grani Świstowych Turni (fragmencie Świstowej Grani) w słowackiej części Tatr Wysokich. Od Pośredniej Świstowej Turni oddziela ją Średnia Przełęcz, a od Skrajnej Świstowej Turni oddzielona jest siodłem Skrajnej Świstowej Ławki. Podobnie jak na inne sąsiednie obiekty, i na nią nie prowadzą żadne znakowane szlaki turystyczne, jej wierzchołek jest dostępny jedynie dla taterników.
Wysoka Świstowa Turnia opada swoją południowo-zachodnią ścianą w stronę Doliny Świstowej. Zbocze te jest trawiasto-skaliste, jedynie miejscami nieco urwiste. Północno-wschodnia ściana Wysokiej Świstowej Turni opada w kierunku doliny Rówienki i ma około 300 m wysokości. Podane poniżej pierwsze wejście zimowe na jej wierzchołek nie jest pewne, gdyż nie wiadomo, od którego miejsca Jan Červinka i František Pašta zaczęli przechodzić grań Świstowych Turni.

## Historia
Pierwsze wejścia turystyczne:
- Władysław Kulczyński junior, Mieczysław Świerz i Tadeusz Świerz, 6 sierpnia 1908 r. – letnie,
- Jan Červinka i František Pašta, przy przejściu granią, 6 grudnia 1954 r. – zimowe.